# 振盪指標
振盪指標（英語：Oscillator，簡稱OSC），是動量指標的另一種表現方式，以振盪量的百分比來表示。也稱為變動率（英語：Rate of Change，ROC），出現於蓋特雷（H. M. Gartley）1935年的著作《股票市場的獲利》（Porfits in the Stock Market）。
分析運用上，除OSC（ROC）本身，也輔以OSC的移動平均線，一般採10日OSC和OSC的10日移動平均線（有時也用20日或25日）。

台股加權指數技術線圖：
圖中為ROC和MTM，採10日ROC / MTM和25日移動平均線，上方為ROC；下方為MTM。

應用判斷同動量指標（MTM）。

## 計算公式
{\displaystyle OSC={\frac {C_{t}}{C_{t-n}}}\times {100}}
【註】
1. {\displaystyle OSC}：即振盪指標，也稱為變動率（{\displaystyle ROC}）；
2. {\displaystyle C_{t}}：今日收盤價；
3. {\displaystyle C_{t-n}}：n日前收盤價（一般以10日為週期）；
4. 判讀時以100為中間值。

有時，變動率會以動能（Momentum）來計算結果：
{\displaystyle {\begin{aligned}ROC&={\frac {C_{t}-C_{t-n}}{C_{t-n}}}\times {100}\\&={\frac {MTM}{C_{t-n}}}\times {100}\\\end{aligned}}}
【註】
1. {\displaystyle ROC}：即為變動率；
2. {\displaystyle MTM}：今日動能（Momentum）；
3. {\displaystyle C_{t}}：今日收盤價；
4. {\displaystyle C_{t-n}}：n日前收盤價（一般以10日為週期）；
5. 判讀時以0（零）為中間值。

## 参見
- 技術分析
- 移動平均（MA）
- 動量指標（MTM）